# Hidemasa Kobayashi
Hidemasa Kobayashi (født 17. juni 1994) er en japansk fodboldspiller.
Han har spillet for flere forskellige klubber i sin karriere, herunder Fagiano Okayama.